# ГЕС Trollheim
ГЕС Trollheim — гідроелектростанція на півдні Норвегії за сім десятків кілометрів на схід від Крістіансунна. Знаходячись після ГЕС Gråsjø (15 МВт), становить нижній ступінь в каскаді на річці Фолла, правій притоці Сурни, яка тече до Surnadalsfjorden (через Trongfjorden, Halsafjorden та Vinjefjorden сполучається з Норвезьким морем біля Крістіансунна).
В своїй роботі станція використовує створене на Фоллі водосховище Foldsjoen, яке має площу поверхні 6,75 км2 та корисний об'єм 179,8 млн м3, що досягається коливанням рівня між позначками 375 та 420 метрів НРМ. Окрім власного стоку, сюди за допомогою тунелю довжиною біля 13 км подається додатковий ресурс із лівобережжя Сурни, де облаштовані водозабори її притоці річці  Rinda, а також на Litle Bulu (впадає ліворуч до Sandåa, котра вже є допливом Сурни) та Bulu (приднується ліворуч до попередньої).
Зібраний у сховищі ресурс через головний дериваційний тунель подається до розташованого майже за 5 км машинного залу, створеного на лівобережжі Сурни нижче від устя Фолли.
Основне обладнання станції становить одна турбіна типу Френсіс потужністю 126,6 МВт, яка використовує напір у 400 метрів та забезпечує виробництво 893 млн кВт-год електроенергії на рік.
Відпрацьована вода відводиться до Сурни.